# Miami Air International
Miami Air International fue una aerolínea chárter estadounidense con sede en el condado de Miami-Dade, Florida, Estados Unidos.   Operaba vuelos chárter de pasajeros en todo el mundo para diversos grupos, incluidos operadores de cruceros, equipos deportivos profesionales y el ejército de los Estados Unidos. Tenía su base en el Aeropuerto Internacional de Miami.
Los clientes de Miami Air incluían grupos de incentivos, equipos deportivos, compañías de Fortune 500, importantes líneas de cruceros, artistas, candidatos políticos y el gobierno de los Estados Unidos. En el marco del programa de la Flota Aérea de Reserva Civil (CRAF), Miami Air fue contratada por el Comando de Movilidad Aérea de la Fuerza Aérea de los Estados Unidos (USAF AMC) para transportar tropas y carga.

## Historia
La aerolínea fue fundada en agosto de 1990 y comenzó sus operaciones en octubre de 1991  utilizando aeronaves Boeing 727-200  arrendadas a Xerox Credit Corporation.
George Lyall, quien tuvo una extensa trayectoria en Eastern Air Lines y Pan Am World Airways, ocupó el cargo de presidente, mientras que Ross Fischer, quien fue responsable de las operaciones del sistema en People Express y Eastern, también asumió la presidencia. Estos directivos fueron los inversores principales y cofundadores, entre los que se podían encontrar diversos ex empleados de Eastern, un antiguo colaborador de "Big 8" con una amplia trayectoria en auditoría en el sector, un futuro abogado en Miami y varios exintegrantes del equipo de operaciones de People Express. En el año 2000, la compañía había crecido hasta disponer de ocho aeronaves Boeing 727 en propiedad y había generado ingresos que superaban los 100 millones de dólares.
Ese año, un consorcio liderado por Eagle Global Logistics compró una participación mayoritaria en la empresa, principalmente a accionistas jubilados y se embarcó en la conversión de los Boeing 727 de la compañía en aviones de carga para operar su centro de carga en Austin, Texas, bajo el nombre de Quest International. Simultáneamente, se arrendaron nuevos aviones Boeing 737-800 para proporcionar el servicio de pasajeros de los Boeing 727 convertidos. En 2001, los acontecimientos del 11 de septiembre y la adjudicación del contrato postal a FedEx Express provocaron que las tarifas de arrendamiento y los valores de los Boeing 727 cayeran en picado y a principios de 2002 EGL dejó de utilizar los aviones de carga Quest y los vendió.
Mientras tanto, en gran parte debido al enorme salto en el negocio militar, el negocio de pasajeros de Miami Air prosperó y la compañía creció a 8 aviones Boeing 737-800 y 2 aviones Boeing 727 de pasajeros en 2005. En ese momento, uno de los accionistas existentes (TSI Holding Company) expresó su deseo de comprar la totalidad de la empresa y compró el otro consorcio EGL y los accionistas originales restantes.
Durante algún tiempo, Miami Air International, con sus Boeing 737-800, siguió siendo un fletador ad hoc con una amplia base de clientes. Los militares, equipos deportivos, líneas de cruceros, operadores turísticos y grupos de incentivos fueron los principales clientes. Sus operaciones eran mundiales y abarcaban todos los continentes excepto la Antártida.[cita requerida]. Los Miami Dolphins y los Pittsburgh Steelers consiguieron servicios chárter para la temporada 2017.
Miami Air International era propiedad absoluta de TSI Holdings y contaba con 405 empleados (en marzo de 2007). El código IATA de la aerolínea se cambió de GL a LL debido al uso del mismo código por parte de Air Greenland; Air Greenland fue la primera en utilizar el código.
El 24 de marzo de 2020, Miami Air International se acogió al Capítulo 11 de protección por bancarrota y cesó sus operaciones el 8 de mayo de 2020. Todos los aviones arrendados a TUI fly Belgium fueron devueltos a Bruselas.
Tomás Romero, propietario de World Atlantic Airlines, adquirió Miami Air International, incluyendo todos sus certificados y marcas, a finales de mayo por 3,3 millones de dólares estadounidenses, durante una subasta de quiebra.
Una "nueva" Miami Air operaría con el mismo tipo de aeronave y emplearía el mismo personal clave que la empresa en quiebra, así como algunos nuevos empleados con experiencia.

## Flota

### Flota final

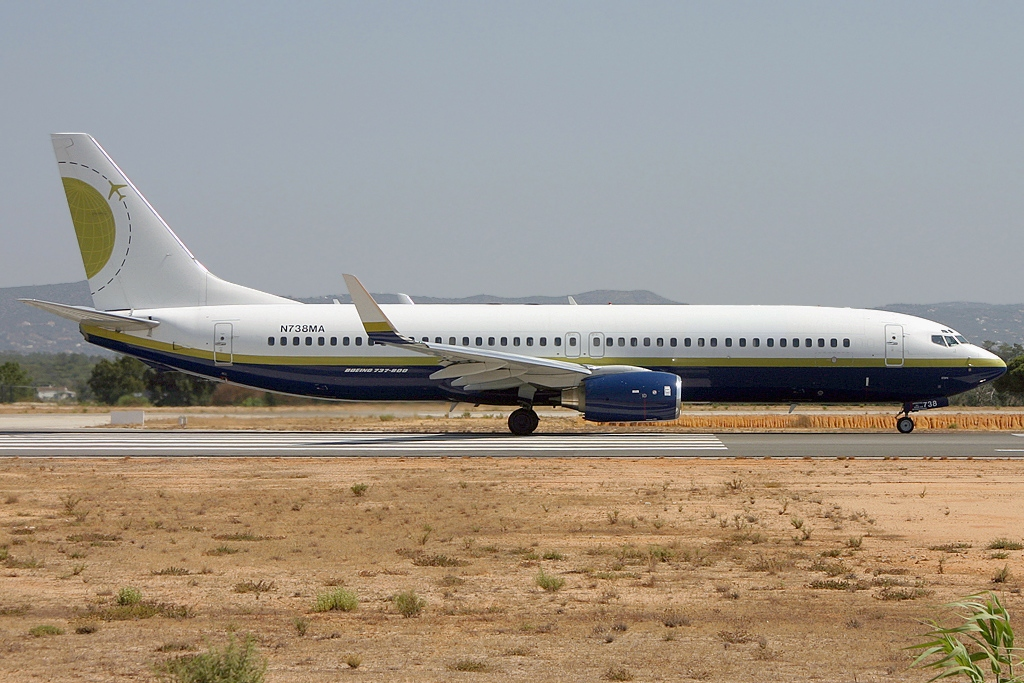
Boeing 737-800 de Miami Air International

Al momento del cierre, la flota de Miami Air International estaba compuesta por las siguientes aeronaves:[cita requerida]
| Aeronave       | En servicio | Pedidos | Pasajeros | Pasajeros | Pasajeros | Notas |
| Aeronave       | En servicio | Pedidos | B         | Y         | Total     | Notas |
| -------------- | ----------- | ------- | --------- | --------- | --------- | ----- |
| Boeing 737-800 | 6           | —       | —         | 168       | 168       |       |
| Boeing 737-800 | 6           | —       | 48        | 70        | 118       |       |
| Total          | 6           | —       |           |           |           |       |

### Flota retirada

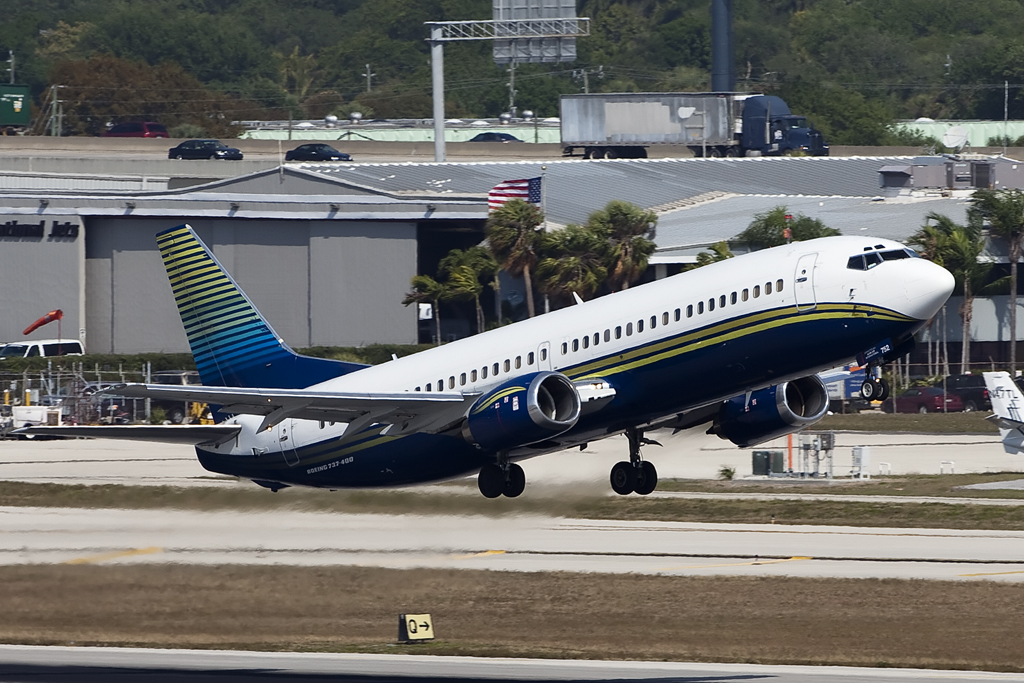
Un antiguo Boeing 737-400 de Miami Air International despegando del Aeropuerto Internacional de Fort Lauderdale-Hollywood en 2011

Miami Air International ha utilizado los siguientes modelos de aeronaves en el pasado:[cita requerida]
| Aeronave                | Total | Introducido | Jubilado | Notas                       |
| ----------------------- | ----- | ----------- | -------- | --------------------------- |
| Boeing 727-200          | 10    | 1991        | 2005     |                             |
| Boeing 737-400          | 2     | 2006        | 2017     |                             |
| Boeing 767-200          | 1     | 2011        | 2012     | Arrendado a Dynamic Airways |
| McDonnell Douglas MD-87 | 2     | 2000        | 2002     | Transferido a Allegiant Air |

## Accidentes e incidentes
- El 3 de mayo de 2019, el vuelo 293 de Miami Air International, un vuelo chárter que despegó desde la Base Naval de la Bahía de Guantánamo, Cuba, se deslizó hacia el río St. Johns con 143 ocupantes a bordo después de aterrizar en la Estación Aérea Naval de Jacksonville en Jacksonville, Florida, en medio de una tormenta. Todos los que estaban a bordo sobrevivieron y solo se reportaron 21 heridos.[11][12]